# Brico (winkel)
Brico is een Belgische bouwmarkt. De winkel richt zich hoofdzakelijk op doe-het-zelfartikelen, maar verkoopt ook tuinartikelen. De winkelketen heeft ruim 145 vestigingen over heel het land, waarvan meer dan de helft (95 winkels) via franchising wordt uitgebaat.

## Geschiedenis
De eerste winkel opende in 1973 in Schoten. De naam is afgeleid van bricoler, het Franse woord voor knutselen. In de jaren 80 bracht de keten ook twee eigen merken op de markt, namelijk Stop en Bricobi. Deze merken zijn intussen verder geëvolueerd naar Central Park en Sencys. Brico was onderdeel van de GIB Group, die het in 2002 verkocht aan het Nederlandse Vendex (intussen Maxeda).
De vroegere vestigingen van Briko Depôt en Leroy Merlin zijn intussen ook deel geworden van de Brico NV en omgevormd tot BricoPlanit. Deze winkels richten zich hoofdzakelijk op grote doe-het-zelf- en decoratieprojecten.
Sinds 2006 zijn er ook enkele BricoCity-winkels opgericht. Deze zijn gelegen in het centrum van enkele grote steden (o.a. Antwerpen, Brussel, Gent, Luik en Leuven) en zijn gericht op de kleinere projecten.

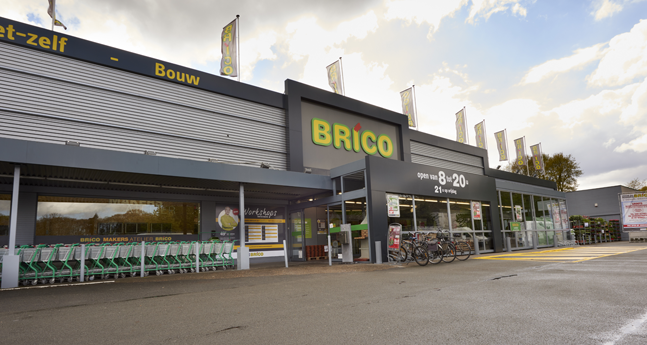
Brico in Sint-Denijs-Westrem
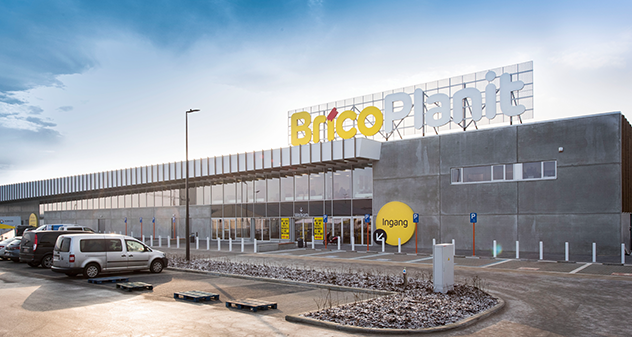
BricoPlanit in Ternat
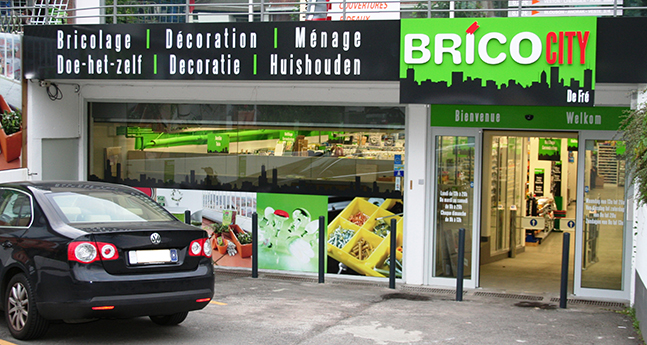
BricoCity in Ukkel

## Sponsoring
Eind jaren 90 was de keten met het merk Bricobi cosponsor van de Mapei-wielerploeg. Ook sponsorde Brico het televisieprogramma Baksteen in de maag op VIER.

## Webshop
In 2006 startte Brico zijn eigen webwinkel. Daarop wordt een assortiment aangeboden voor verkoop online en levering aan huis.